# Untere Havel und Schollener See
Untere Havel und Schollener See bzw. Untere Havel/Sachsen-Anhalt und Schollener See bezeichnet ein FFH- bzw. EU-Vogelschutzgebiet in den Städten Havelberg und Sandau (Elbe) und den Gemeinden Schollene und Kamern im Landkreis Stendal in Sachsen-Anhalt.

## Allgemeines
Das FFH-Gebiet ist circa 4555 Hektar, das EU-Vogelschutzgebiet ist circa 5769 Hektar groß (beim Bundesamt für Naturschutz sind die Größen mit 4536 Hektar für das FFH-Gebiet bzw. 5744 Hektar für das EU-Vogelschutzgebiet angegeben). FFH- und EU-Vogelschutzgebiet überlagern sich mit dem Landschaftsschutzgebiet „Untere Havel“, das EU-Vogelschutzgebiet auch mit dem FFH-Gebiet „Jederitzer Holz östlich Havelberg“. Das EU-Vogelschutzgebiet ist deckungsgleich mit dem in Sachsen-Anhalt liegenden Teil des insgesamt rund 8920 Hektar großen Ramsar-Gebietes „Niederung der Unteren Havel / Gülpener See / Schollener See“.
Im Nordwesten grenzt das FFH-Gebiet an das FFH-Gebiet „Jederitzer Holz östlich Havelberg“ und kleinflächig an das FFH-Gebiet „Havel nördlich Havelberg“, das EU-Vogelschutzgebiet jeweils kleinflächig an die FFH-Gebiete „Kamernscher See und Trübengraben“ und „Havel nördlich Havelberg“. FFH- und EU-Vogelschutzgebiet grenzen nach Osten an die auf dem Gebiet des Landes Brandenburg liegenden FFH-Gebiete „Niederung der Unteren Havel/Gülper See“ und „Dosseniederung“, die gleichzeitig Bestandteil des EU-Vogelschutzgebietes „Niederung der Unteren Havel“ sind, sowie im Süden an das Landschaftsschutzgebiet „Westhavelland“. Das FFH-Gebiet „Niederung der Unteren Havel/Gülper See“ ist vollständig Bestandteil des Naturschutzgebietes „Untere Havel Nord“. Die Naturschutzgebiete „Schollener See“ und „Stremel“ liegen innerhalb des FFH- und EU-Vogelschutzgebietes. Das FFH-Gebiet „Jederitzer Holz östlich Havelberg“ ist als Naturschutzgebiet „Jederitzer Holz“ ausgewiesen und liegt als solches auch innerhalb des EU-Vogelschutzgebietes „Untere Havel/Sachsen-Anhalt und Schollener See“. Ein kleiner Teil des Naturschutzgebietes „Jederitzer Holz“ ragt in das FFH-Gebiet „Untere Havel und Schollener See“ hinein. Die Naturdenkmale „Orchiswiese“, „Niedermoorwiese Ferchels“ und „Torfluch im Schlangspring“ liegen innerhalb des FFH- und EU-Vogelschutzgebietes.
FFH- und EU-Vogelschutzgebiet sind durch die Landesverordnung zur Unterschutzstellung der Natura 2000-Gebiete im Land Sachsen-Anhalt (N2000-LVO LSA) seit dem 21. Dezember 2018 rechtlich gesichert. Zuständige untere Naturschutzbehörde ist der Landkreis Stendal.

## Beschreibung
Das aus drei Teilflächen bestehende FFH- bzw. EU-Vogelschutzgebiet liegt südöstlich von Havelberg im Biosphärenreservat Mittelelbe als Teil des Biosphärenreservats Flusslandschaft Elbe. Das Gebiet umfasst die strukturreiche Havelniederung bis kurz vor Havelberg und den Schollener See nebst Umgebung. Es bildet zusammen mit den auf dem Gebiet von Brandenburg liegenden Bereichen der Niederung ein zusammenhängendes Biotopsystem. Das EU-Vogelschutzgebiet ist eines der bedeutendsten Vogelschutzgebiete Sachsen-Anhalts mit etwa 120 regelmäßig brütenden Vogelarten.
Die Havelniederung ist vom Flusslauf der Havel mit zahlreichen Seiten- und Altarmen in einer großflächigen, überwiegend landwirtschaftlich genutzten Offenlandschaft geprägt. Die Niederung unterliegt vielfach der natürlichen Überflutungsdynamik der Havel. Grünländer sind teilweise als Feuchtwiesen mit Brenndolde, Gelber Wiesenraute, Wassergreiskraut, Zweizeiliger Segge und Schlanksegge sowie seltener Sumpfplatterbse und Grabenveilchen ausgebildet. Auf weniger von Hochwasser beeinflussten Standorten siedeln beispielsweise Margerite, Wiesenglockenblume, Wiesenflockenblume und Wiesenplatterbse. Die Havel und ihre Seiten- und Altarme werden abschnittsweise von Hochstaudenfluren und Gehölzen begleitet. Stellenweise sind kleinflächige Weichholzauwälder mit Silber- und Fahlweide sowie Strauchweidenbeständen aus Korb- und Mandelweide ausgebildet, in deren Krautschicht Uferfluren, Röhrichte und Seggenriede ausgebildet sind. Teilweise stocken ebenfalls überwiegend kleinflächige Hartholzauwälder mit Stieleiche und Flatterulme. Lediglich im Naturschutzgebiet „Jederitzer Holz“ ist noch ein größerer Hartholzauwald erhalten.
Der Schollener See ist von Gehölzen und Röhrichten mit Sumpffarn und Röhrichtbrennnessel umgeben. Am südlichen Ufer des Schollener Sees ist ein Erlen-Eschenwald mit Beständen der Winkelsegge ausgebildet. In Entwässerungsgraben siedelt Wasservegetation aus Schmalblättrigem Merk, Bachbunge, Sumpfwasserstern, Pfeilkraut, Einfachem Igelkolben, Krebsschere, Froschbiss und Kammlaichkraut.
Das Gebiet ist Lebensraum für Biber und Fischotter sowie verschiedene Fledermausarten, darunter Großer Abendsegler, Mopsfledermaus, Großes Mausohr, Braunes Langohr, Fransenfledermaus, Breitflügelfledermaus, Rauhautfledermaus, Wasserfledermaus, Teichfledermaus und Zwergfledermaus. Amphibien sind durch Kammmolch, Moorfrosch, Seefrosch und Kleinem Wasserfrosch sowie Rotbauchunke vertreten. In der Havel und ihren Nebengewässern leben unter anderem Rapfen, Steinbeißer, Schlammpeitzger, Flussneunauge, Meerneunauge und Bitterling. Im Bereich des Schollener Sees ist die Schmale Windelschnecke heimisch.
Die Untere Havel hat auch zusammen mit dem Schollener See eine besondere Bedeutung als Lebensraum sowie Rast- und Überwinterungsgebiet für zahlreiche Vogelarten. So sind hier unter anderem Seeadler, Rotmilan und Schwarzmilan, Kranich sowie zahlreiche Enten- und Gänsearten, darunter Knäkente und Graugans heimisch. Weiterhin ist das Gebiet Lebensraum für Rot- und Schwarzhalstaucher sowie Fluss- und Trauerseeschwalbe und zeitweise auch für Weißbartseeschwalbe und Weißflügelseeschwalbe. Auch Lachmöwe, Graureiher und Eisvogel sind im Gebiet heimisch. Das Gebiet ist Nahrungshabitat für den Weißstorch, der in den umliegenden Ortschaften weit verbreitet ist.
Schilfröhrichte sind Lebensraum für Rohrweihe, Rohrdommel, Zwergdommel, Schilfrohrsänger, Drosselrohrsänger, Rohrschwirl, Bartmeise und Blaukehlchen. Die Schilfröhrichte am Schollener See beherbergen das größte kontinuierliche Brutvorkommen des Blaukehlchens in Sachsen-Anhalt.
Limikolen sind durch Rotschenkel, Großer Brachvogel, Kiebitz und Bekassine vertreten. Weiterhin ist der Wachtelkönig im Gebiet heimisch.
Wälder und Baumreihen sind Lebensraum für Mittel- und Schwarzspecht, Hecken und andere Gehölzstrukturen beherbergen Neuntöter, Raubwürger, Sperbergrasmücke, Ortolan und Beutelmeise.
Das Gebiet ist ein bedeutendes binnenländisches Rastgebiet für zahlreiche Enten- und Gänsearten, darunter Spieß- und Löffelente, Grau-, Waldsaat-, Bläss- und Weißwangengans, Sing- und Zwergschwan, weiterhin für Kranich sowie Kampfläufer, Bruchwasserläufer, Kiebitz und Goldregenpfeifer, die hier teilweise in großer Zahl anzutreffen sind. Weiterhin hat das Gebiet auch Bedeutung als Rast- und Überwinterungsgebiet für verschiedene Greifvögel, darunter Seeadler, Kornweihe, Wiesenweihe und Rotmilan sowie die Sumpfohreule.